# ابوطیور یک
ابوطیور یک، روستایی از توابع بخش شادروان شهرستان شوشتر در استان خوزستان ایران است.

## جمعیت
این روستا در دهستان شعیبیه شرقی قرار دارد و براساس سرشماری مرکز آمار ایران در سال ۱۳۸۵، جمعیت آن ۴۹۱ نفر (۷۰خانوار) بوده‌است.